# Nova Porteirinha
Nova Porteirinha is een gemeente in de Braziliaanse deelstaat Minas Gerais. De gemeente telt 7.597 inwoners (schatting 2009).

## Aangrenzende gemeenten
De gemeente grenst aan Janaúba en Porteirinha.